# Coloratura
Para os cantores líricos, a palavra "Coloratura", em português, tem uma conotação diferente das que tem em outras línguas. Em português, significa a execução de diversas notas em uma única sílaba, geralmente rapidamente e com grande agilidade, podendo ser legato ou staccato. 
Em inglês, faz-se diferença entre coloratura e melisma, usando aquele como sinônimo de cadência melódica, e este, para coloratura.  
Cantores ligeiros e virtuosos, capazes de realizar frases ornamentadas com extrema agilidade, não significam porém, que sejam vozes com coloratura. Para que a característica "Coloratura" seja empregada na classificação do cantor, ele deve ser capaz de realizá-la fora de sua tessitura, sem perda de qualidade no timbre ou alterações vocais que tendem à característica "metálica" mesmo em cobertura. Vozes coloraturas possuem um timbre aveludado sem perder o Squillo da voz, nos registros agudos, acima da tessitura.  
Nas vozes coloraturas, a ressonância responsável por essa característica acontece no Seio Esfenoidal, cavidade que está localizada no centro da cabeça, entre a cavidade nasal e a glândula hipófise. Para uma voz ser caracterizada coloratura, essa ressonância deve acontecer naturalmente e sem pressão excessiva com a passagem de registro de peito para cabeça.  
Geralmente, cantores coloratura possuem classificação "Lírico" ou "Lírico-legero", pois possuem cor e brilho nas frequências medio-agudas, que ressoam no seio esfenoidal (as mesmas frequências responsáveis pelo squillo), porém não há uma regra. Vozes puramente "Legero" e "Dramático" raramente possuem coloratura. Vozes "Legero", geralmente não possuem projeção suficiente para penetrar no seio esfenoidal com tamanha qualidade, porém são vozes que facilmente entram em ressonância com os seios frontais e, em notas fortes, adquirem um timbre vibrante com brilho, e squillo, na maioria das vezes tendem à um timbre um pouco metálico, que é compensado com um maior rebaixamento da laringe "scuro". Nas vozes "Dramático", ocorre o oposto, possuem muita projeção de frequências médias no seio esfenoidal e ao mesmo tempo nas cavidades frontais.    
Vozes masculinas e femininas podem possuir coloratura, porém, de maneiras distintas.   
Na mulher, deve ocorrer naturalmente, como uma característica do bel canto, a medida que a voz vai subindo, a voz sai do chiaroscuro e a cobertura vai se intensificando até alcançar a coloratura.   
No homem, a coloratura é quase sempre utilizada no bel canto para realizar notas agudas, do pianíssimo ao piano aveludadas, sem o uso de falsete (notas próximas do limite da tessitura ou já na extensão).   
A coloratura no homem utiliza da técnica masculina dos tenores do fim do Renascimento ao meio do Período Barroco. A técnica "Voz Faríngea" com cobertura, hoje na técnica vocal moderna seria algo próximo da voz mista em "Belting Contemporâneo". No Período Barroco os tenores utilizavam a partir do Fá sustenido (F#), um ajuste laríngeo que utilizava o músculo tiroaritenóideo de   
e forma passiva (com pouca pressão), esta a musculatura responsável pela fonação e principalm elos agudos hoje, em voz plena, atuando de forma ativa (com maior pressão). Diferente do falsete, que ocorre com pouca pressão de ar. No falsete, os tiroaritenóideos não atuam na produção do falsete, e sim, o aritenóideo transversal. Alguns exemplos de tenores que são capazes de fazer coloratura são o peruano Juan Diego Florez, o brasileiro Eduardo Itaborahy, o alemão Jonas Kauffman e o italiano Luciano Pavarotti.  
Apesar disso, a coloratura no homem não se resume a apenas pianos e pianíssimos. Os tenores que na coloratura o fazem bem em agudos extremos em forte e com qualidade, geralmente "legeros" e "lirico legeros" são apelidados de "Tenores de Rossini", capazes de reproduzir o D5, presente em algumas árias de Rossini.     

## Sopranos Lírico Coloratura
Cantores especializados em realizar coloratura com a voz têm em sua classificação vocal a palavra coloratura, embora possam possuir timbres característicos de soprano ligeiro, lírico ou dramático. Por exemplo: 
Exemplos de soprano coloratura:
- Carla Maffioletti (soprano coloratura) uma das maiores

brasileiras